# سینکورو

سینکورو شهری در شهرستان بانا در استان باله در بورکینافاسوی جنوبی است و جمعیت آن ۴۸۵ نفر است.